# Teal'c
Teal'c es un personaje de la serie de televisión Stargate SG-1, un extraterrestre de la raza jaffa interpretado por Christopher Judge.

## Biografía

### Etimología del nombre
En el lenguaje jaffa, 'Teal'c' significa Fuerza.

### Infancia y juventud
Teal'c es hijo de un jaffa que fue Primado de Cronos, que una vez se retiró de una batalla suicida en vez de combatir. Como castigo, Cronos lo mató. El procedimiento fue doloroso, ya que Cronos tomó la larva Goa'uld (el simbionte que cada jaffa lleva dentro) y lo asesinó. Teal'c y su madre huyeron a Chulak, donde se puso al servicio de Apophis, enemigo de Cronos, para vengar a su padre.

### Madurez en Chulak
En lo sentimental, contrajo matrimonio con una jaffa llamada Drey'auc, de quien tuvo un hijo, Rya'c.
En lo profesional, fue aprendiz del Maestro Bra'tac, y con el tiempo llegó a ser Primado de Apophis. Su interacción con Bra'tac y sus propias experiencias personales, condujeron a Teal'c a dudar en la divinidad de los Goa'uld. En el primer episodio de la serie, Teal'c abandonó su vida al servicio de los Goa'uld, después de que Jack O'Neill lo convenciera de que podría salvar a la gente en la prisión donde estaban encerrados los humanos. Teal'c apuntó su arma a sus propios subordinados jaffa y, con la ayuda del SG-1, liberó a los humanos. 

### Incorporación al SG-1
En la Tierra, por recomendación de O'Neill, pasó a formar parte del SG-1, pese a la oposición de algunos militares y miembros de la Inteligencia que deseaban llevárselo para estudiarlo. Siempre ha servido lealmente a la causa de los Tau'ri, aunque han sido varias las veces que ha abandonado el Comando Stargate para cooperar y combatir con sus hermanos jaffa.
En el episodio La Luz Teal'c da a conocer su edad: 101 años.
Alrededor de 4 años después de su unión al SGC, Teal'c es capturado por Apophis, quién le lava el cerebro y lo vuelve a convertir en su Primado. Más adelante, el SG-1 recaptura a Teal'c y en el proceso eliminan a Apophis de una vez por todas. Con la ayuda del Maestro Bra'tac, y el rito de Mal'shuran, Teal'c vuelve a la normalidad.

### Rebelión y Nación Libre Jaffa
Teal'c y Bra'tac fueron los principales líderes del movimiento rebelde Jaffa, gozando una fuerte autoridad, la cual se vio reflejada en varias ocasiones, como cuando los Tok'ra y la resistencia Jaffa tuvieron que compartir estadía en el Sitio Alfa, y Teal'c, Bra'tac, Jacob Carter y el SG-1 tuvieron que intervenir para evitar que las riñas entre ambos grupos desencadenaran un conflicto mayor, y rompieran su alianza contra los Goa'uld.
Durante la octava temporada, cuando los Replicantes invaden la Vía Láctea, muchos Jaffa abandonan la causa y se unen a sus amos Goa'uld para enfrentar esta amenaza, ya que la consideran un castigo de los dioses por su traición. Para salvar a la Rebelión, Teal'c y Bra'tac idean conquistar Dakara, un planeta considerado sagrado debido a que allí ocurrió la primera implantación de un simbionte.
Al mando de una pequeña flota, capturaron el planeta y luego lo defendieron de los Ejércitos de Ba'al y al final de los Replicantes. Una vez destruidos los Replicadores, y con la huida Ba'al, Teal'c y Bra'tac proclamaron la libertad de todos los Jaffa.
En la novena temporada, Teal'c se convirtió en miembro del Alto consejo Jaffa y dejó el SGC para dedicarse a ayudar en la consolidación de la recién creada Nación Libre Jaffa.

### Reincorporación al SG-1
No obstante, con la llegada de los Ori a la Vía Láctea y sus intentos por convertirla, Teal'c tuvo que abandonar parcialmente su hogar con los Jaffa para volver con el SG-1 y así poder detener los planes de los Ori. Además, tuvo que enfrentar los varios intentos de Ba'al por recobrar su poder, entre los que estaba hacerse con el control del Alto Consejo Jaffa. La situación se complicó con el arribo de los ejércitos Ori al final de novena temporada, y sus rápidas conquistas de varios mundos Jaffa, incluyendo el hogar de Teal'c, Chulak. 
En el episodio Talión de la 10.ª temporada, mientras Teal'c y Bra'tac estaban en una cumbre Jaffa para decidir el futuro de la Nación (la cual estaba en desorden desde la destrucción de Dakara), ocurre una ataque terrorista y muchos mueren allí. El responsable parece ser Arkad, el líder de una facción Jaffa que cree en los Ori. Después de una larga búsqueda, Teal'c lo halla y se enfrenta a él. Este Jaffa no solo revela que fue el quién orquesto el ataque, sino que también ordenó el asesinato de la madre de Teal'c, hace años. Al final, Teal'c mata a Arkad y cumple así su venganza.
En el episodio final de la serie, el SG-1 queda atrapado en un burbuja de dilatación temporal dentro la Odyssey durante casi 50 años, y la única forma para escapar es retroceder el tiempo y cambiar los hechos que los dejaron atrapados. Sin embargo, uno de ellos debe quedarse viejo (dado que al revertir el tiempo todos olvidaran lo que sucedió), y Teal'c se ofrece para ello. El plan resulta, y el equipo escapa, quedando Teal'c con 157 años.

## Personalidad
Teal'c posee una increíble capacidad de autocontrol, manteniéndose calmo en situaciones donde otros podrían descontrolarse, pero ha sabido perder la calma cuando sus amigos y familia estuvieron amenazados. El pone su honor y sus obligaciones por encima de su propio bienestar y daría su vida sin dudarlo si esto significara la libertad para los jaffa y la continuidad de la existencia de la Tierra.
Teal'c perdió su simbionte el episodio Sustitución de la sexta temporada, y ahora depende de una droga llamada Tretonina que lo mantiene sano, pero que durante un tiempo le hizo entrar en depresión, al haber perdido parte de la fuerza que el simbiente le otorgaba y creerse menos capaz para su misión.

## Curiosidades
- Teal'c rara vez usa frases completas, y cuando lo hace, son de una gramática compleja y un vocabulario extraordinariamente culto o arcaico. Su laconismo en las respuestas le han hecho famoso, y se le identifica por las expresiones «I see» y, sobre todo, «Indeed». Algunos de los términos usados para traducir Indeed son: «ciertamente», «en efecto», «sin duda» y «así es».

- Una de las escenas más memorables de Teal'c, y que contrasta con su carácter serio fue durante un episodio de la tercera temporada, en el que contó un chiste Jaffa y rompió a reír, ante el asombro de los demás miembros del grupo que no entendían el humor de su amigo. El chiste es como sigue:

«Un guardia serpiente, un guardia horus y un guardia setesh se encuentran en un planeta. Es un momento tenso. Brillan los ojos del guardia Serpiente; el pico del guardia Horus resplandece; y la nariz del guardia Setesh... ¡moquea!»
- Teal'c lideró la rebelión de los jaffa que venció a los Goa'uld en Dakara.

- Fue miembro del Alto Consejo Jaffa y líder de la facción liberal que apoyaba un sistema como el de los Tau'ri de Democracia representativa para la recientemente creada Nación Jaffa Libre, opuesta a la facción más tradicionalista liderada por Gerak.

- Teal'c apareció en 213 de los 214 episodios de Stargate SG-1. El único capítulo donde no apareció fue Prometheus Unbound.

- Muchas veces se utilizó el carácter pasivo y controlado de Teal'c como un contrapunto para acentuar el absurdo en ciertas escenas humorísticas de la serie, como aquella donde O'Neill le invita a pescar en el episodio The Curse, o en la que Teal'c disfruta del masaje automático de una cama de hotel en el episodio Point of no Return.